# Can Villà
Can Villà és una masia de Vilassar de Dalt (Maresme) inclosa a l'Inventari del Patrimoni Arquitectònic de Catalunya.

## Descripció
Edifici civil, es tracta d'una masia formada per una planta baixa i un pis. Està coberta per una teulada de dos vessants i el carener perpendicular a la façana, que no coincideix amb l'eix de simetria de la casa, de manera que el vessant dret és molt més llarg. La construcció ha patit transformacions però el portal rodó adovellat i totes les finestres amb les llindes, brancals i ampits treballats amb carreus de pedra, així com els angles de la casa.